# 荻谷信男
荻谷 信男（おぎや のぶお、1918年（大正7年）2月20日 - 1944年（昭和19年）2月13日）は、太平洋戦争期の大日本帝国海軍の戦闘機搭乗員。茨城県出身。存命時の階級は上等飛行兵曹、戦死後、飛行兵曹長に任ぜられた。

## 経歴
1918年（大正7年）、茨城県の剣士の家系に生まれる。湊商業学校卒業後は剣士を志し、三段位まで進んだ。1938年（昭和13年）、海兵団入隊。
1940年（昭和15年）1月　48期操縦練習生を卒業、千歳空戦闘機隊所属。内南洋守備。
1943年（昭和18年）3月　新編成の281空に所属、北千島へ進出、北方方面守備。11月、281空分遣隊として若手士官の春田少尉、ベテランの岩本飛曹長らとともに16機でラバウル進出、201空に編入される。11月17日　ブーゲンビル島トロキナへの進攻作戦から、ラバウル航空戦に突入。12月半ば　201空消耗により204空に編入される。 。
12月16日、公認の単独初撃墜が記録に残る （ニューブリテン島南端のマーカス岬攻撃時）。
1944年（昭和19年）1月20日　5機撃墜（F4Ux2, SBDx2, P-38x1）。
1月26日　204空消耗、幹部要員後退し、搭乗員は253空に編入、引続き猛烈なラバウル航空戦継続。2月13日　ラバウル上空迎撃戦で自爆戦死。戦死時は飛曹長、最終階級は少尉。
戦死時までに公認された撃墜数は24機。最後の出撃時、機体には32個の桜の撃墜マークがあったと伝えられる。

## エピソード
13日で18機（公認）は日本最高のハイペースな撃墜記録とされる。ただし空戦生活が短かったため名前は部内でもほとんど知られていなかった。
12月のラバウル上空迎撃戦では艦爆を9機撃墜（非公認）したと伝えられた 。
戦後20年たって岩本徹三の遺稿ノートの存在が知られ、日本海軍戦闘機隊のエース列伝で初めて紹介された。ひきつづき翌年に『零戦撃墜王』が出版され知られるようになった。